# Katharine Burr Blodgett Medal
Die Katharine Burr Blodgett Medal ist ein Preis für Angewandte Physik des Institute of Physics (IOP), verliehen für herausragende Anwendungen der Physik in Industrie oder im kommerziellen Umfeld. Katherine Burr Blodgett war die erste Frau, die an der University of Cambridge einen Ph.D. in Physik erwarb (1926). Später arbeitete sie für General Electric, wo sie unter anderem nicht-spiegelndes Glas entwickelte, das mit einem sogenannten Langmuir-Blodgett-Film beschichtet war.
Früher war die Auszeichnung nach Joseph Wilson Swan benannt (einem der frühen Glühbirnen-Erfinder). Sie hieß seit 2012 Swan Medal, davor wurde sie als Business and Innovation Medal verliehen. Die Katharine Burr Blodgett Medal ist eine der Goldmedaillen des IOP und mit 1000 Pfund dotiert (Stand 2021).

## Preisträger
- 2008 Donal Denvir, Andor Technology plc (Hochleistungs-Digitalkameras)
- 2009 Richard Friend, David Fyfe, Cambridge Display Technology (CDT) (lichtemittierende Polymere, Flachbildschirme und Beleuchtungstechnik)
- 2010 Michael Pepper, University College, London, Halbleiterphysik unter anderem bei Toshiba Research Europe, Cambridge Laboratory, Tera View Ltd.
- 2011 Graham John Bartey, Oxford Instruments NanoScience, Anwendungen Tieftemperaturphysik in der Hochtechnologie
- 2012 David McMurtry, John Deer, Renishaw plc, Metrologische Instrumente
- 2013 Stuart S. P. Parkin, Spintronik
- 2014 Michael Payne, Simulation von Quantenmechanik
- 2015 Iain Baikie, Entwicklung der Kelvin-Sonde
- 2016 Graeme Malcolm, Gründung von M Squared Lasers
- 2017 Cliff Jones, Beiträge zur LCD-Entwicklung
- 2018 Michael Begg, James Ramage, Hochleistungsmagneten
- 2019 Chris Hancock, Elektrochirurgie
- 2020 Drew Nelson, Halbleitermaterialien
- 2021 Brian Corbett, Optoelektronik
- 2022 Andrew James Shields, Quantenkommunikation
- 2023 Kenneth T. V. Grattan, Tong Sun, Photonik
- 2024 Christopher Dorman, Laserphysik